# Beech Creek Township (Pennsylvanie)
Beech Creek Township est un township, situé au sud-ouest du comté de Clinton, aux États-Unis,. En 2010, il comptait une population de 1 015 habitants.

## Démographie
Lors du recensement de 2010, le township comptait une population de 1 015 habitants. Elle est également estimée, en 2016, à 1 008 habitants.

### Source de la traduction
- (en) Cet article est partiellement ou en totalité issu de l’article de Wikipédia en anglais intitulé « Beech Creek Township, Clinton County, Pennsylvania » (voir la liste des auteurs).